# (5431) Maxinehelin
(5431) Maxinehelin es un asteroide perteneciente al cinturón de asteroides, descubierto el 19 de junio de 1988 por Eleanor F. Helin desde el Observatorio del Monte Palomar, Estados Unidos.

## Designación y nombre
Designado provisionalmente como 1988 MB. Fue nombrado Maxinehelin en honor a Maxine Anne Helin, suegra de Eleanor F. Helin, con motivo del 90 aniversario de su nacimiento. Residente en Colorado hasta 1928, se mudó a California en busca de un clima más hospitalario. Durante sus primeros años como terapeuta ocupacional/psiquiátrica, confió en su experiencia para proporcionar la sabiduría necesaria para ayudar a guiar a su familia y amigos a lo largo del camino de la vida.

## Características orbitales
Maxinehelin está situado a una distancia media del Sol de 2,327 ua, pudiendo alejarse hasta 2,920 ua y acercarse hasta 1,734 ua. Su excentricidad es 0,254 y la inclinación orbital 23,29 grados. Emplea 1297,07 días en completar una órbita alrededor del Sol.

## Características físicas
La magnitud absoluta de Maxinehelin es 12,8. Tiene 6,198 km de diámetro y su albedo se estima en 0,349. 